# Ginessexualidade

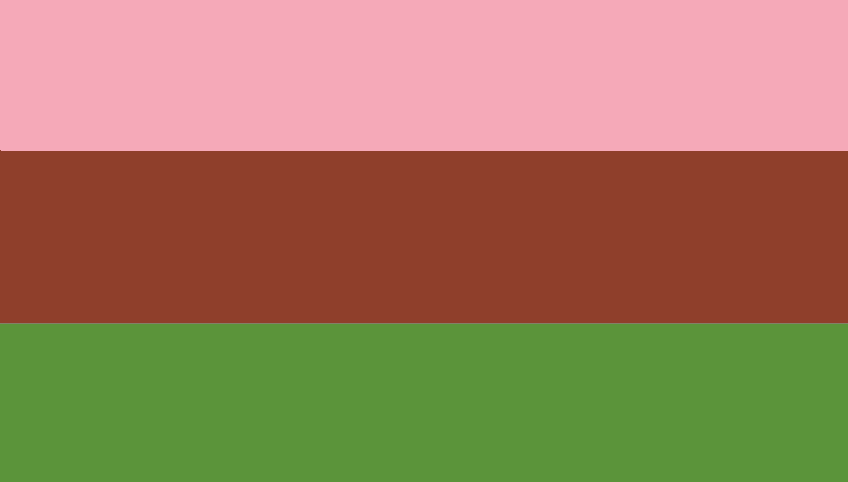
Bandeira ginessexual

A ginessexualidade e a gineafetividade (ou ginerromanticidade) descrevem a atração sexual e afetiva por mulheres e/ou indivíduos do sexo feminino, de identidade e/ou expressão de gênero feminina. Quando a atração é pela feminilidade, pelas características sexuais e/ou pelo sexo biológico, a atração pode acontecer independente de gênero, ou seja, uma pessoa feminina, ovariana ou predominantemente estrogenizada pode não pertencer necessariamente ao gênero feminino ou ser mulher.
Ginefilia, ginecofilia ou ginofilia é um termo utilizado nas ciências de comportamento, junto a androfilia e ambifilia, para descrever orientações sexuais e romântica cuja atração é direcionada a mulheres, indivíduos femininos ou uma anatomia femeal, como uma alternativa a dicotomia homossexual e heterosexual.
Devido a polissemia de ginessexual, ginecossexual e ginossexual, alguns adotam termos mais específicos, como femsexual, finsexual, femmessexual, femissexual, feminossexual, yonissexual, Mülleriansexual, koleossexual, vaginossexual/vaginassexual e vulvossexual/vulvassexual. Há os que tentam ser mais abrangentes, como pansexuais, onissexuais/omnissexuais, bissexuais ou polissexuais. Muitos podem ter a sexualidade fluida ou flexível, como homoflexível e heteroflexível, sendo assim, gineflexível, ginecoflexível ou ginoflexível possíveis categorias.

## Etimologia e uso
Gine-, gineco-, gino- e -filia vêm do grego γυνή gyne gunḗ "mulher", φιλία filía "amor", descrevendo o desejo de intimidade, atração e admiração para com a mulheridade ou o feminino. Quando somada ao autoerotismo ou a autofilia, surge a autoginefilia (AGP, autoginecofilia ou autoginofilia), que se refere a capacidade de se excitar ou ter prazer pela imagem de si mesmo como mulher.
O termo pode identificar os aspectos de alguém pela atração por mulheres adultas, sem atribuir um sexo ou identidade de género a ginessexuais/ginossexuais. Sendo útil para agrupar ginéfilos/ginófilos, homens heterossexuais ginefílicos/ginofilicos com ginéfilas/ginófilas, lésbicas, mulheres homossexuais ginefílicas/ginofilicas, e ginéfiles/ginófiles, não especificando o gênero ou sexo de monossexuais ginefíliques/ginofiliques que sejam transgêneros, intersexuais, altersexuais, de gênero não-binário ou terceiro sexo.